# (6393) 1990 HM1
(6393) 1990 HM1 est un astéroïde de la ceinture principale d'astéroïdes découvert en 1990.

## Description
(6393) 1990 HM1 a été découvert le 29 avril 1990 à l'observatoire de Fujieda Shizuoka (Japon) par H. Shiozawa et M. Kizawa .

### Caractéristiques orbitales
L'orbite de cet astéroïde est caractérisée par un demi-grand axe de 3,15 UA, un périhélie de 2,74 UA, une excentricité de 0,13 et une inclinaison de 10,72° par rapport à l'écliptique. Du fait de ces caractéristiques, à savoir un demi-grand axe compris entre 2 et 3,2 UA et un périhélie supérieur à 1,666 UA, il est classé, selon la JPL Small-Body Database, comme objet de la ceinture principale d'astéroïdes.

### Caractéristiques physiques
(6393) 1990 HM1 a une magnitude absolue (H) de 12,1 et un albédo estimé à 0,443.